# Ch-47M2 Kinschal

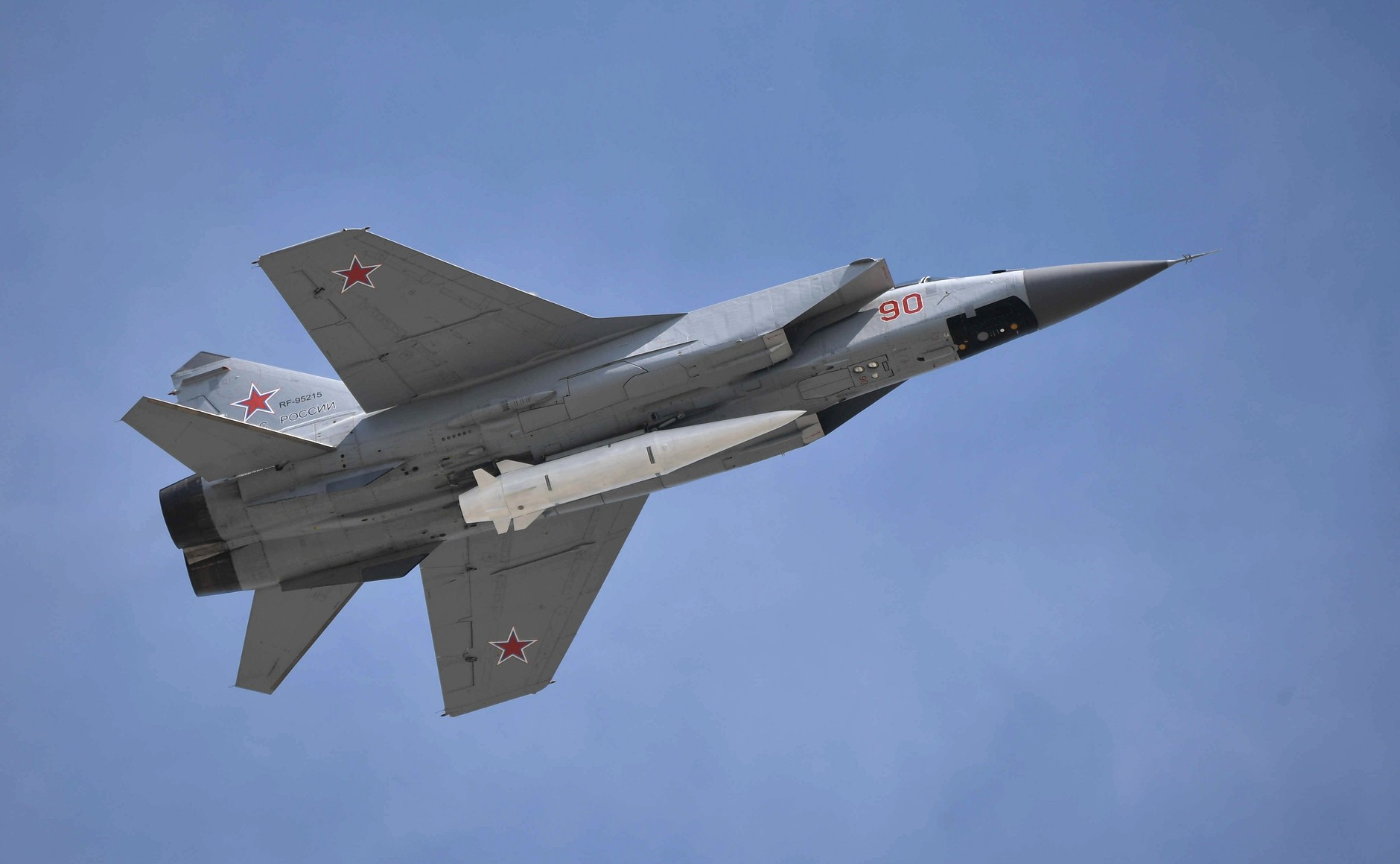
Ch-47M2 Kinschal an einer MiG-31K

Ch-47M2 Kinschal (russisch Кинжал ‚Dolch‘; Betonung: Kinschál, GRAU-Index: Х-47М2) ist eine Hyperschall-Luft-Boden-Rakete aus russischer Produktion. Der NATO-Codename für die Lenkwaffe lautet AS-24 Killjoy, die Reichweite wird in verschiedenen Quellen zwischen 500 und 2000 km angegeben.

## Entwicklung
Luftgestützte ballistische Raketen wurden von den Vereinigten Staaten und der Sowjetunion bereits in den 1960er- bis 1970er-Jahren entwickelt. Mit der US-amerikanischen AGM-48 Skybolt und der sowjetischen Ch-45 Molnija (russisch Х-45 Молния) wurden bereits in den 1960er-Jahren Geschwindigkeiten von über Mach 12 und Reichweiten von über 1800 km erreicht.
Wann die Entwicklung der Ch-47 begann, ist nicht bekannt. Erste Informationen über das Projekt gelangten im Jahr 2010 an die Öffentlichkeit. Nach einer Testserie wurde die Ch-47 im Dezember 2017 in die Bewaffnung der russischen Streitkräfte übernommen. Offiziell wurde die Ch-47 im März 2018 im Rahmen einer Rede Wladimir Putins vor der Föderalen Versammlung vorgestellt.
Westliche Analysten gehen davon aus, dass die Kinschal entwickelt wurde, um kritische Infrastruktureinrichtungen (z. B. Flugplätze, Lagerhäuser, Kommandozentralen usw., aber auch Seeziele) anzugreifen und US-Raketenabwehrsystemen wie dem THAAD entgegenzuwirken. Da die Kinschal flugzeuggestützt ist, kann die Waffe aus unvorhersehbaren Richtungen gestartet werden, was die Bekämpfung mit sektorgebundenen (nicht 360-Grad-fähigen) Radargeräten, wie sie beispielsweise bei dem Patriot-System eingesetzt werden, erschwert.

## Technik

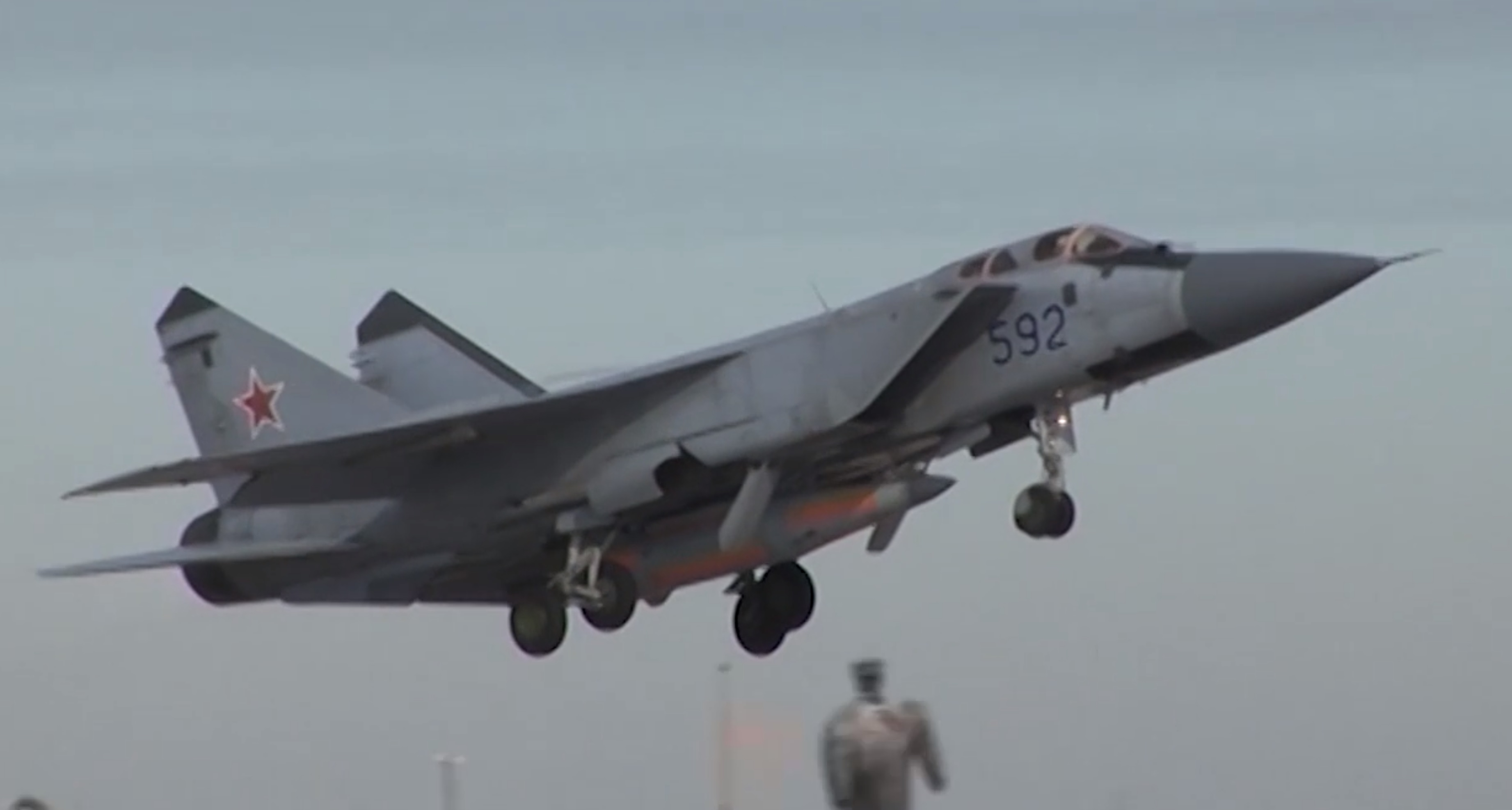
Start einer MiG-31K mit Kinschal

Über die Ch-47 ist wenig bekannt und die veröffentlichten Leistungsparameter beruhen zum Teil auf Schätzungen. Die Rakete hat inklusive Gefechtskopf ein Gewicht von über 1000 kg, ist rund 7 m lang und hat einen Durchmesser von etwa 1 m. Am Heck der Rakete sind acht trapezförmige Stabilisierungs- und Steuerflächen angebracht. Sie kann mit einem Nukleargefechtskopf oder einem rund 500 kg wiegenden Splittergefechtskopf ausgerüstet werden. Westliche Rüstungsexperten nehmen aufgrund der äußerlichen Ähnlichkeit an, dass der Entwurf der Ch-47 auf der 9M723-Iskander-Rakete beruht. Als Trägerflugzeuge wurden die MiG-31K sowie die Tu-22M3M vorgestellt.
US-Quellen gehen zudem davon aus, dass auch die Suchoi Su-34 sowie die Suchoi Su-57 die Ch-47 tragen können.
Nach dem Abwurf vom Flugzeug erfolgt zunächst eine kurze antriebslose Phase. Erst in sicherem Abstand zum Flugzeug zündet das Feststoffraketentriebwerk im Lenkwaffenheck. Danach steigt die Lenkwaffe auf einer semiballistischen Flugbahn auf eine Höhe von 18 bis 20 km. Dabei soll sie nach russischen Angaben eine Geschwindigkeit von rund Mach 10 erreichen und dennoch Ausweichmanöver durchführen können. Ukrainische Kräfte berichteten hingegen von deutlich geringeren Fluggeschwindigkeiten von Mach 3,6. Beim Flug durch die Erdatmosphäre mit Hyperschallgeschwindigkeit entsteht eine sehr hohe Kompressionshitze auf der Raketenoberfläche, die eine Hitzeschutzbeschichtung, insbesondere der Raketenspitze und der Tragflächen, notwendig macht. Die Steuerung erfolgt vermutlich mit einem inertialen Navigationssystem und dem Satelliten-Navigationssystem GLONASS. Über die tatsächliche Reichweite der Ch-47 wird spekuliert. Während russische Medien von einer Reichweite von über 2000 km berichten, gehen westliche Quellen von 500 bis 1000 km aus, da in die russischen Angaben vermutlich die Reichweite des Trägerflugzeuges eingerechnet sei.

## Einsatz

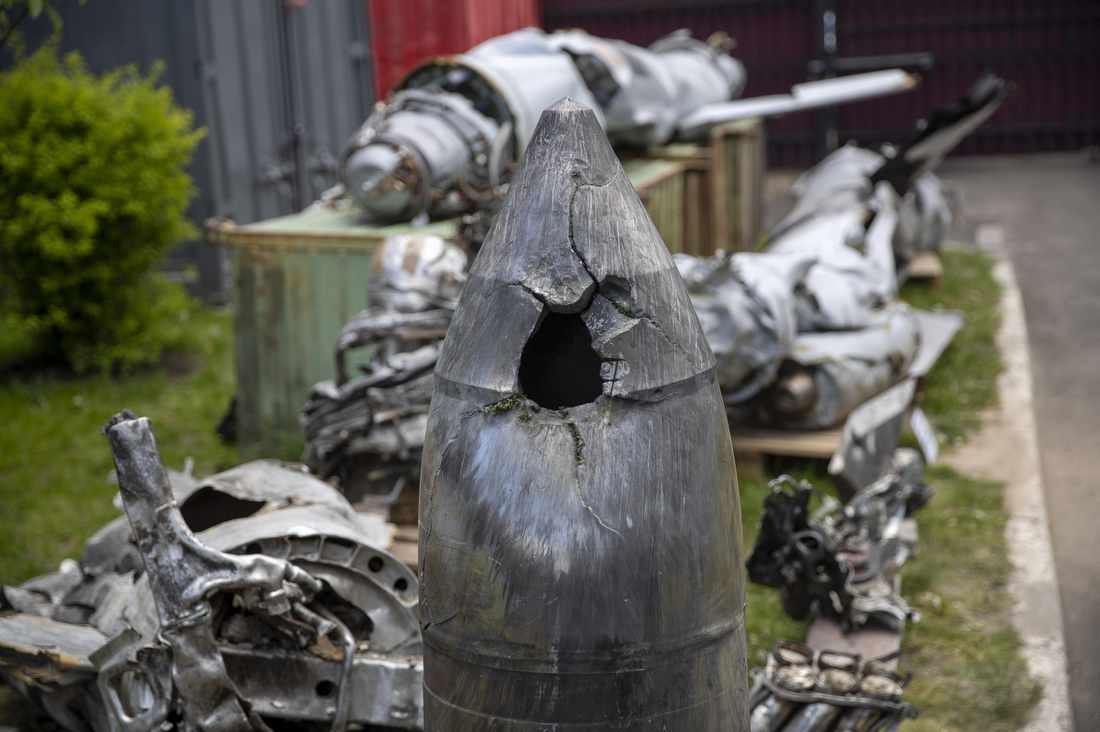
Von der Ukraine im Mai 2023 präsentiertes Trümmerteil, das von einer Kinschal stammen soll.

Im März 2022 gab das russische Verteidigungsministerium den ersten erfolgreichen Einsatz des Kinschal-Raketensystems im Rahmen des russischen Überfalls auf die Ukraine bei einem Angriff auf ein unterirdisches ukrainisches Munitionsdepot im Dorf Deljatyn im Gebiet Iwano-Frankiwsk sowie am darauffolgenden Tag auf ein Treibstoffdepot in Kostjantyniwka bekannt.
Dabei soll es den USA gelungen sein, die Flugbahnen der Raketen in Echtzeit zu verfolgen.
Im April 2022 will Russland mit einer Kinschal einen unterirdischen Kommandostand der ukrainischen Streitkräfte in der Oblast Donezk mit einer Ch-47M2-Rakete zerstört haben.
Am 9. März 2023 führten die russischen Streitkräfte einen umfangreichen Raketenangriff auf Infrastrukturobjekte in der Ukraine durch. Dabei kamen vermutlich sechs Kinschal-Raketen zum Einsatz.
Der Chef der ukrainischen Luftwaffe gab im Mai 2023 an, dass eine auf Kiew abgefeuerte Kinschal durch ein Patriot PAC-3-System, das von westlichen Verbündeten geliefert worden war, abgefangen worden sei.
Ein Sprecher des US-amerikanischen Pentagons bestätigte wenige Tage später den Abschuss. CNN berichtete unter Berufung auf nicht genannte US-Beamte, dass die Kinschal die durch ihr Radarsignal lokalisierte Patriot-Batterie als Ziel gehabt haben soll. Das Patriot-System habe jedoch die Kinschal im Anflug zerstören können. Der Bürgermeister von Kiew Vitali Klitschko präsentierte Trümmerteile, die von der abgeschossenen Kinschal stammen sollen. Ukrainische Stellen meldeten den Abschuss weiterer sechs Kinschals im Raum Kiew mit einem Patriot-System in der Nacht vom 15. auf den 16. Mai 2023; der russische Verteidigungsminister Sergei Schoigu dementierte die ukrainischen Angaben mit dem Hinweis, es seien gar nicht so viele Kinschal-Raketen abgefeuert worden. Das Verteidigungsministerium in Moskau teilte mit, in derselben Nacht ein vom Westen geliefertes Patriot-Luftabwehrsystem mit fünf Patriot-Abschussrampen und einem zugehörigen Radar durch eine Kinschal-Rakete zerstört zu haben. US-Offizielle bestätigten, dass ein Patriot-System in der Nacht beschädigt wurde. Drei Tage später teilte das US-Verteidigungsministerium mit, dass das System repariert und wieder voll einsatzfähig sei.
In einem im Juni 2023 im Economist veröffentlichten Interview gab ein Mitglied der ukrainischen Bedienmannschaft des Patriot-Systems an, dass die Kinschal mit einer Geschwindigkeit von etwa 1240 m/s unterwegs gewesen sei, einem Drittel der russischen Angaben.
Aus der Ukraine wurde berichtet, dass am 13. Dezember 2023 zwei Wellen von Kinschals von MiG-31-Kampfflugzeugen aus dem russischen Luftraum heraus auf die Ukraine gefeuert wurden. Es gab Explosionen in der Nähe des Militärflughafens Starokostjantyniw im Gebiet Chmelnyzkyj.
Russland beschoss Ziele in der Ukraine seit dem 29. Dezember 2023 in wenigen Tagen mit 500 Raketen, Marschflugkörpern und Drohnen. Besonders intensiv war der Beschuss am 2. Januar 2024; er richtete sich ausschließlich gegen Kiew und die Großstadt Charkiw. Die Ukraine meldete, alle zehn in der Nacht vom 1. auf den 2. Januar 2024 auf die Ukraine abgefeuerten Kinschal-Raketen seien abgefangen worden.

## Einschätzung der Fähigkeiten
Der britische Militärnachrichtendienst urteilte, dass die Kinschal bei Einsätzen in der Ukraine weniger schlagkräftig sei, als zuvor angenommen wurde. Stand Oktober 2023 sei die Waffe weiterhin in der Erprobung und eher ein Papiertiger.
Ein exilchinesischer Militärexperte schrieb, China sei von der Kinschal wenig beeindruckt, da sie lediglich Technik aus der Zeit des Kalten Krieges darstellen würde und einen Großteil der gemachten Versprechungen nicht einhalten könnte. Da die Kinschal auf das Glonass-System angewiesen sind, wäre die Performance aufgrund der Schwächen des Glonass-Systems eingeschränkt.
Der Leiter des ukrainischen Forschungsinstituts für forensische Expertise Andrij Kultschitskyji stellte nach umfassenden Untersuchungen der Kinschal fest, dass es dieser an Präzision mangelt. So betrage die Zielgenauigkeit entgegen der Angaben des russischen Militärs nicht wenige Meter, sondern teilweise 50 bis 100 Meter. Kultschitskyji führt die Ungenauigkeiten auf Mängel in der russischen Rüstungsindustrie zurück.